# Slaget vid Marne
För slaget vid Marne 1918, se Andra slaget vid Marne.
Slaget vid Marne (franska: 1re Bataille de la Marne), var ett slag under första världskriget som utkämpades 5-12 september 1914. Slaget resulterade i en allierad seger mot den tyska armén under stabschef Helmuth von Moltke d.y.. Slaget avslutade den månadslånga tyska offensiven som påbörjade kriget och som nått utkanten av Paris. Motattacker av sex franska fältarméer och en brittisk armé längs floden Marne tvingade den tyska kejserliga armén att överge sina försök på Paris och retirera nordost vilket kom att bädda för fyra år av skyttegravskrig på västfronten.

## Bakgrund
Efter fientligheternas inledande den 3 augusti insatte den tyska krigsmakten sitt huvudanfall i Belgien och norra Frankrike i enlighet med Schlieffenplanen. Efter att ha intagit nyckelpositionen Liège förflyttade sig de tyska 1:a, 2:a och 3:e arméerna genom Belgien in i norra Frankrike. Mot dem stod den belgiska armén, som retirerade till Antwerpen, den brittiska expeditionskåren och den franska 5:e armén. Fransmännen och engelsmännen besegrades i slagen vid Sambrai och Mons 21-24 augusti och tvingades retirera.
Under tiden hade den franska offensiven österut in i Elsass-Lothringen enligt Plan XVII misslyckats. Den franske överbefälhavaren, general Joseph Joffre, hade insett faran i norr och försökte dra ut förband i strid i öster för att transportera västerut för att stoppa tyskarnas offensiv. Joffre försökte samla ihop de retirerande trupperna till ett slag för att stoppa tyskarna, men den snabba tyska frammarschen gjorde att han ständigt måste flytta tillbaka linjen. Samtidigt samlade Paris militärguvernör, general Joseph Gallieni ihop förband för stadens försvar.
I slaget vid S:t Quentin 29 augusti lyckades franska 5:e armén stoppa tyska 2:a arméns offensiv. Den behövde vila en dag för att organisera sig. Samtidigt såg tyska 1:a arméns befälhavare, general von Kluck möjligheten att anfalla franska 5:e armén i flanken. Det hade också uppstått en lucka till 2:a armén. Denna lucka täcktes endast av kavalleri. Kursändringen innebar att Schlieffenplanens idé om att gå väster om Paris gavs upp.

## Deltagande arméer
Från väster till öster
| Tyskland  | Tyskland                 | Tyskland |
| Armé      | Befälhavare              | Styrka   |
| --------- | ------------------------ | -------- |
| 1:a armén | Alexander von Kluck      |          |
| 2:a armén | Karl von Bülow           |          |
| 3:e armén | Max von Hausen           |          |
| Ententen  |                          |          |
| Armé      | Befälhavare              | Styrka   |
| 6:e armén | Michel Maunoury          |          |
| BEF       | John French              |          |
| 5:e armén | Louis Franchet d'Espérey |          |
| 9:e armén | Ferdinand Foch           |          |
| 4:e armén | Fernand Langle de Cary   |          |

## Slagets förlopp
Tack vare flygspaning var luckan mellan de tyska 1:a och 2:a arméerna känd av fransmännen. Joffre beordrade att 6:e armén skulle anfalla tyska 1:a armén i flanken och pressa dem över Ourcq samtidigt som BEF anföll i luckan mellan arméerna i riktning mot Montmirail. Den brittiske fältmarskalken John French var dock obenägen att sätta in sina trupper då de var slitna. Efter en personlig vädjan från Joffre gick dock French med på att anfalla.
Men BEF hade en bra bit fram innan man kunde anfalla och under tiden pressades den franska 6:e armén hårt av Klucks 1:a armé. I ett kritiskt läge räddades man av en artilleridivision under överste Nivelle och av Paris garnison som hade körts dit i taxi-bilar. Nu verkade det som om Schlieffenplanen fungerade och att Paris skulle falla. Men Klucks offensiv hade gjort luckan mellan 1:a och 2:a armén än större och BEF kunde nästan oattackerade marschera mot Marne. 

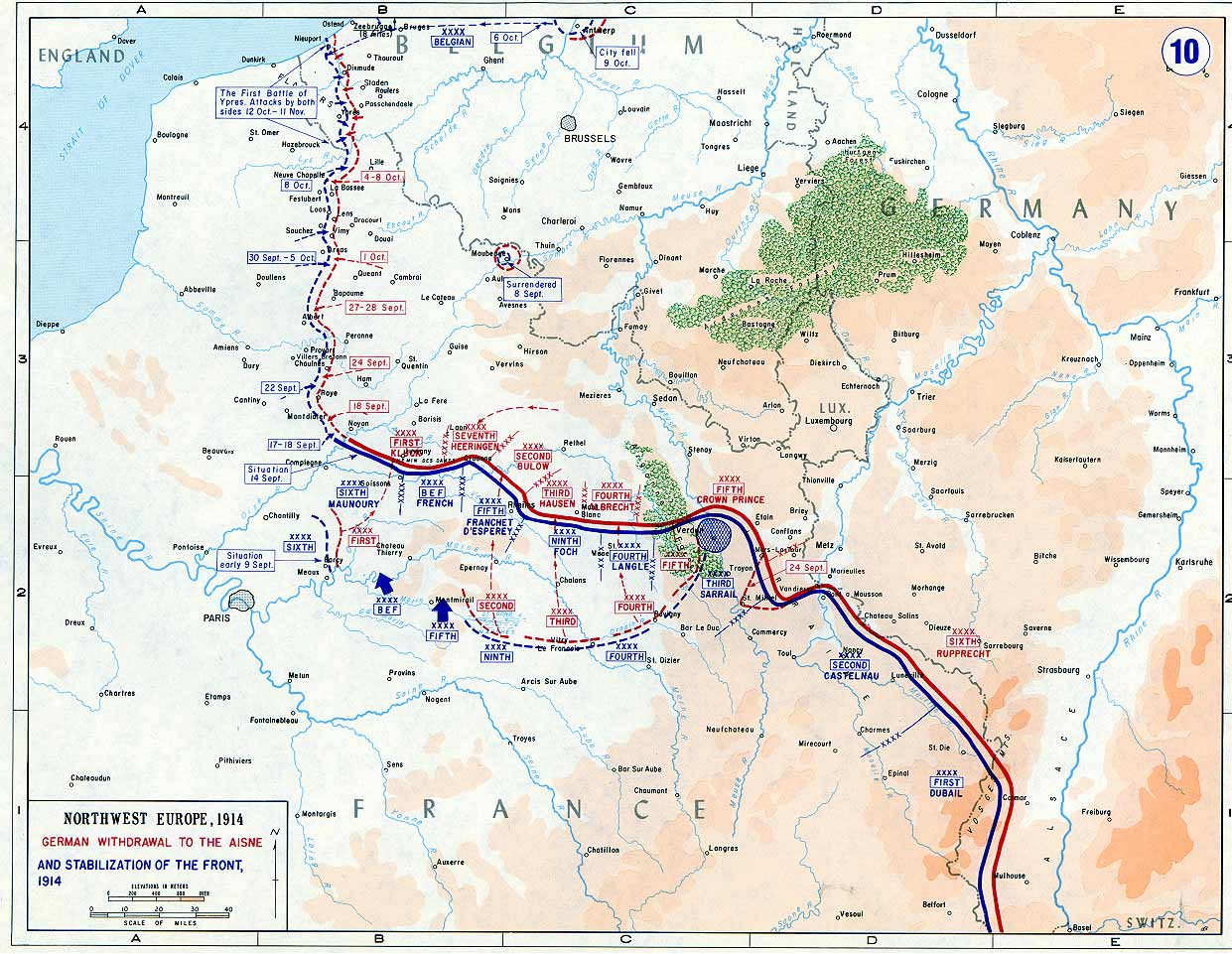
Tysk reträtt till Aisne

Tyskarna såg ut att ha övertaget i striderna när ordern om en reträtt kom från den tyska arméns högkvarter. De hade gjort bedömningen att deras situation var ohållbar och tyskarna retirerade till Aisne och började bygga befästningar. Shlieffenplanen hade därmed misslyckats och överbefälhavaren von Moltke ersattes med Erich von Falkenhayn.
Slaget som varade en vecka krävde ungefär 500 000 förluster på båda sidorna varav drygt 80 000 franska och 60 000 tyska soldater dog . Inget annat slag i Västfronten under Första världskriget krävde så många förluster per dag som det i Slaget vid Marne.